# Prvenstvo Zagrebačkog nogometnog podsaveza 1921./22.
Prvenstvo Zagrebačkog nogometnog podsaveza 1921./22. bilo je treće po redu nogometno natjecanje u organizaciji Zagrebačkog nogometnog podsaveza. Natjecanje je započelo na jesen 1921. godine, a zbog loših vremenskih prilika i malog broja nogometnih igrališta u Zagrebu, završilo tek u veljači 1923. godine.

## Natjecateljski sustav
U izlučnom dijelu natjecanja odigrana su zasebna prvenstva Župa i prvenstvo Zagreba. Prvaci Župa međusobno su po kup-sustavu igrali za prvaka provincije Zagrebačkog nogometnog podsaveza. U prvenstvu Zagreba momčadi su bile podijeljene u 4 jakosna razreda (dvokružni natjecateljski sustav, pobjeda = 2 boda, neodlučeno = 1 bod, poraz = bez bodova). Prvak I. razreda prvenstva Zagreba i prvak Provincije Zagrebačkog nogometnog podsaveza završnom utakmicom odlučivali su o prvaku Zagrebačkog nogometnog podsaveza 1921./22.

## Rezultati

### Prvenstvo Zagreba – I. razred
(nepotpuni popis rezultata)
| rezultatska križaljka | HAŠ | CON | GRA  | ILI | ŠPA  | VIK  | CRO | SLA  |
| --------------------- | --- | --- | ---- | --- | ---- | ---- | --- | ---- |
| HAŠK                  | HAŠ |     | 3:3  |     |      | 11:0 |     |      |
| Concordia             |     | CON | 0:2  |     |      |      | 7:0 | 5:0  |
| Građanski             | 2:4 | 0:2 | GRA  | 6:0 | 10:0 | 12:0 | 3:0 | 14:0 |
| Ilirija               |     |     | 0:7  | ILI | 0:2  |      | 2:0 | 2:1  |
| Šparta                |     | 0:4 | 0:13 |     | ŠPA  | 2:1  | 0:1 |      |
| Viktorija             |     |     | 0:5  | 1:0 |      | VIK  | 3:1 | 6:1  |
| Croatia               |     |     | 0:9  |     |      |      | CRO |      |
| Slaven                |     |     | 0:9  |     |      |      |     | SLA  |

| mj | naziv kluba | uta | pob | neo | izg | pop | pri | bod |
| -- | ----------- | --- | --- | --- | --- | --- | --- | --- |
| 1. | HAŠK        | 14  | 12  | 1   | 1   | 93  | 14  | 25  |
| 2. | Concordia   | 14  | 12  | 0   | 2   | 69  | 10  | 24  |
| 3. | Građanski   | 14  | 11  | 1   | 2   | 95  | 9   | 23  |
| 4. | Ilirija     | 14  | 6   | 0   | 8   | 21  | 32  | 12  |
| 5. | Šparta      | 14  | 6   | 0   | 8   | 18  | 48  | 12  |
| 6. | Viktorija   | 14  | 4   | 1   | 9   | 23  | 52  | 9   |
| 7. | Croatia     | 14  | 3   | 1   | 10  | 7   | 41  | 7   |
| 8. | Slaven      | 14  | 0   | 0   | 14  | 2   | 109 | 0   |

- HAŠK je izborio plasman u završnicu prvenstva
- Prvih pet momčadi izborilo je I.A razred Prvenstva Zagreba 1923.
- Posljednje tri momčadi natjecat će se u I.B razredu Prvenstva Zagreba 1923.

### Prvenstvo Provincije
| Poluzavršnica / listopad 1922. godine       | rezultat |
| ------------------------------------------- | -------- |
| Krajišnik (Banja Luka) – Cibalia (Vinkovci) | 5:0      |
| Građanski (Bjelovar) – Slavija (Osijek)     | 1:3      |

| Završnica                                 | rezultat |
| ----------------------------------------- | -------- |
| Krajišnik (Banja Luka) – Slavija (Osijek) |          |

- Prvak Provincije Zagrebačkog nogometnog podsaveza 1921./22. je HŠK Slavija iz Osijeka.

### Završnica
| Završnica / Zagreb, 29. siječnja 1923. godine | rezultat |
| --------------------------------------------- | -------- |
| HAŠK – Slavija (Osijek)                       | 5:0      |

## Prvaci
Hrvatski akademski športski klub iz Zagreba: Ivan Benković, Eugen Dasović, Flick, Dragutin Friedrich, Krešimir Friedrich, Nikola Grdenić, Kinšer, Mirko Križ, Mihajlo Mujdrica, Eugen Plazzeriano, Ivan Šojat, Stjepan Šterk, Vladimir Vinek, Stjepan Vrbančić, Egon Wasserlauf, Zebić, Dušan Zinaja, Vjekoslav Župančić

## Zanimljivo
Posljednje dvije utakmice izlučnog dijela natjecanja (Viktorija – Ilirija 1:0, Concordia – Šparta 4:0 u prvenstvu Zagreba), odigrane su u veljači 1923. godine nakon završne utakmice (HAŠK – Slavija Osijek). HAŠK je osvojio dovoljan broj bodova i matematički osigurao završnicu prvenstva, te je proglašen prvakom Zagreba prije odigravanja svih utakmica.